# شورلت آگیل
شورلت آگیل (به انگلیسی: Chevrolet Agile) خودرویی است که از سال ۲۰۰۹ تا ۲۰۱۵ در ایالت سانتا فه، آرژانتین تولید شده‌است. طول آن در حالت طبیعی ۴٬۰۰۰ میلیمتر (۱۵۷٫۵ اینچ)، عرض آن در حالت طبیعی ۱٬۶۸۰ میلیمتر (۶۶٫۱ اینچ)، ارتفاع آن در حالت طبیعی ۱٬۴۷۰ میلیمتر (۵۷٫۹ اینچ) و وزن آن در حالت طبیعی ۱٬۰۳۲ کیلوگرم (۲٬۲۷۵ پوند) است.